# Kujō Kanetaka
Kujō Kanetaka (九条 兼孝 1506 – 1604?) fue un kuge (cortesano) que actuó de regente a finales de la era Azuchi-Momoyama y comienzos de la era Edo. Fue hijo de Nijō Haruyoshi e hijo adoptivo de Kujō Tanemichi.
Ocupó la posición de kanpaku del Emperador Ōgimachi entre 1578 y 1581 y del Emperador Go-Yōzei entre 1600 y 1604.
Kujō Yukiie fue su hijo.